# L’oro et le perle e i fior’ vermigli e i bianchi
L’oro et le perle e i fior’ vermigli e i bianchi è la quarantaseiesima lirica (RVF 46), nonché il sonetto XXXVIII (38), del Canzoniere di Francesco Petrarca, nel quale l'autore si lamenta di essere ignorato da una Laura narcisistica che si ammira e si agghinda di fronte agli specchi, accusati di averla sedotta e di avere zittito i richiami d'amore.

## Testo
| Testo | Parafrasi |
| --- | --- |
| L’oro et le perle e i fior’ vermigli e i bianchi, che ’l verno devria far languidi et secchi, son per me acerbi et velenosi stecchi, ch’io provo per lo petto et per li fianchi. Però i dí miei fien lagrimosi et manchi, ché gran duol rade volte aven che ’nvecchi: ma più ne colpo i micidiali specchi, che ’n vagheggiar voi stessa avete stanchi. Questi poser silentio al signor mio, che per me vi pregava, ond’ei si tacque, veggendo in voi finir vostro desio; questi fuor fabbricati sopra l’acque d’abisso, et tinti ne l’eterno oblio, onde ’l principio de mia morte nacque. | L'oro, le perle, i fiori rossi e i (fiori) bianchi, che l'inverno dovrebbe fare appassire e seccare, sono per me spine aspre e velenose, che sento (pungermi) nel petto e nei fianchi. Perciò i miei giorno saranno tristi e incompiuti, perché raramente il grande dolore fa vivere a lungo: ma incolpo di ciò soprattutto gli specchi letali, che avete stancato nell'ammirare Voi stessa. Questi silenziarono il mio signore (Amore), che vi pregava a mio nome, quindi egli tacque vedendo il Vostro desiderio concludersi in Voi stessa; questi furono fabbricati sopra le acque infernali, e intinti nell'eterno oblio (nel fiume Lete), da cui nacque l'inizio della mia morte. |

## Analisi strutturale
Il sonetto è costituito da 14 versi, tutti in endecasillabi, divisi in quattro strofe: 2 quartine e 2 terzine. Le rime sono costruite secondo lo schema metrico ABBA, ABBA; CDC, DCD.